# Фастенко, Юрий Петрович
Юрий Петрович Фастенко (укр. Юрій Петрович Фастенко; 22 апреля 1926, Каменец-Подольский — ноябрь 2020) — советский, украинский и российский художник-живописец, портретист и график. Член Союза художников Украины (с 1964) и Крымского отделения Союза художников России. Ветеран Великой Отечественной войны.

## Биография
Родился 22 апреля 1926 года в Каменце-Подольском. По переезду с семьёй в Феодосию, занимался в художественной студии Николая Барсамова при картинной галерее имени И. К. Айвазовского, параллельно посещая среднюю школу. В 1944 году призван на 2-й Белорусский фронт. Участвовал во взятии Кёнигсберга, освобождении Польши, в боях на территории Германии. После войны продолжил служить в армии. В 1950 году поступил в Симферопольское художественное училище имени Н. С. Самокиша, которое окончил в 1954 году. Трудился в правлении Крымского отделения Союза художников и в Крымском художественном комбинате.
Работает в области станковой и монументально-декоративной живописи, станковой графики. Основные темы произведений художника: Великая Отечественная война и её герои («Партизанский бой», «Аджимушкай: навечно в памяти поколений», триптих «Вставай на смертный бой» и др.), люди труда, курортный Крым, природа Крыма, знаменитые люди, посетившие Крым («Прекрасны вы, брега Тавриды», «Встреча в Гаспре», «Под солнцем Ливадии»). Серии графических листов, посвящённых творчеству Т. Г. Шевченко, и ряд других показаны на выставке «Советская Украина» в Москве и Киеве и приобретены Министерством культуры УССР. С 1960 года участвует в республиканских выставках, с 1965 — во всесоюзных. В 1974 году выставлялся за рубежом, в Кечкемете (Венгрия) — городе-побратиме Симферополя.
После аннексии Крыма Россией принял российское гражданство и продолжил работу в Симферополе.
Картины Юрия Фастенко хранятся в Музее героической обороны Севастополя, историко-краеведческом музее Феодосии, Симферопольском художественном музее, Музее истории города Симферополя, Бахчисарайском историко-культурном заповеднике, Ливадийском дворце-музее. В 2017 году некоторые произведения живописца вошли в альбом репродукций «Художники Крыма о Великой Отечественной войне», подготовленный совместно с Министерством внутренней политики, информации и связи Республики Крым.
Жил в Симферополе. Умер в ноябре 2020 года.

### Семья
Жена — Маргарита Георгиевна Васильева (умерла в 2015 году), выпускница Крымского художественного училища имени Н. Самокиша (1954), занималась декоративным и орнаментальным узорочьем, её авторству принадлежат росписи и витражи со сказочными мотивами в детских садах и санаториях Крыма. Одно из живописных полотен Васильева посвятила крымской вышивальщице Вере Роик, однако не успела его закончить в связи со смертью. Картину, на которой запечатлены Вера Роик в окружении учениц, доработали муж и внучка Маргариты Васильевой. Впервые полотно было представлено 25 марта 2016 года в симферопольском Доме художника на выставке, посвящённой 105-летию со дня рождения В. С. Роик.
Сын Михаил и внучка Татьяна Фастенко также являются художниками. В 2016 году в симферопольском Доме художника прошла выставка «Живописная палитра трёх поколений», посвящённая творчеству семьи Фастенко.

## Произведения
- «Новые хозяева» (1957)[6].
- «Год 1920-й» (1960).
- «Первые отдыхающие в крестьянском санатории „Ливадия“» (1960)[8].
- «В ссылке» (1961).
- «Праздник в „Артеке“» (1982)[1].
- «Партизанский комбриг Ф. И. Федоренко» (1984).
- «Комиссар Северного соединения партизан Крыма Н. Д. Луговой» (1984).
- Линогравюры «В неволю злую», «Думы».
- Мозаичное панно «Севастополь» (1964).
- Акварель «Не пройдёшь!», посвящённая подвигу Д. Б. Паши[12].
- «Партизанский бой» (2003)[13].
- «Аджимушкай навечно в памяти поколений» (2017)[14].
- «Радуга над проливом» (посвящена Крымскому мосту)[15].
- Репродукции «Взятие Кафы запорожскими казаками в 1616 году» (1957) и «Невольничий рынок в Кафе» (1955) опубликованы в академическом издании «История городов и сёл Украинской ССР. Крымская область» в 1974 году[5].

## Награды
- Медаль «Ветеран труда».
- Медаль «За взятие Кёнигсберга».
- Медаль «За победу над Германией в Великой Отечественной войне 1941—1945 гг.».
- орден Отечественной войны 2-й степени (1985)[16].
- Орден «За мужество»[5].
- Золотая медаль Союза художников России «Духовность. Традиции. Мастерство»[6].
- Лауреат Всероссийского ежегодного литературного конкурса «Герои Великой Победы» в номинации «Рисунки» (2017) — за картину «Аджимушкай навечно в памяти поколений»[17].